# Noether Lecture
A Association for Women in Mathematics (AWM) apresenta anualmente a Noether Lecture, comemoração às mulheres que contribuíram de forma fundamental e sustentável à ciência matemática. Estas palestras expositórias de uma hora de duração são apresentadas no Joint Mathematics Meetings em janeiro. Como descrito pela AWM, Emmy Noether foi "um dos grandes matemáticos de seu tempo, alguém que trabalhou e lutou pelo que amava e acreditava. Sua vida e obra permanecem uma tremenda inspiração."

## Laureadas
- 1980 F. Jessie MacWilliams
- 1981 Olga Taussky-Todd
- 1982 Julia Robinson
- 1983 Cathleen Synge Morawetz
- 1984 Mary Ellen Rudin
- 1985 Jane Cronin Scanlon
- 1986 Yvonne Choquet-Bruhat
- 1987 Joan Birman
- 1988 Karen Uhlenbeck
- 1989 Mary F. Wheeler
- 1990 Bhama Srinivasan
- 1991 Alexandra Bellow
- 1992 Nancy Kopell
- 1993 Linda Keen
- 1994 Olga Ladyzhenskaya (ICM)
- 1994 Lesley Sibner
- 1995 Judith D. Sally
- 1996 Ol'ga Oleinik
- 1997 Linda Preiss Rothschild
- 1998 Dusa McDuff
- 1998 Cathleen Synge Morawetz (ICM)
- 1999 Krystyna Kuperberg
- 2000 Margaret Hagen Wright
- 2001 Sun-Yung Alice Chang
- 2002 Hesheng Hu (ICM)
- 2002 Lenore Blum
- 2003 Jean E. Taylor
- 2004 Svetlana Katok
- 2005 Lai-Sang Young
- 2006 Ingrid Daubechies
- 2007 Karen Vogtmann
- 2008 Audrey Terras
- 2009 Fan Chung
- 2010 Carolyn Gordon
- 2011 Susan Montgomery
- 2012 Barbara Keyfitz
- 2013 Raman Parimala
- 2014 Georgia Benkart
- 2015 Winnie Li
- 2016 Karen Smith
- 2017 Lisa Jeffrey[2]
- 2018 Jill Pipher
- 2019 Bryna Kra[3]
- 2020 Birgit Speh
- 2021 Andrea Bertozzi (cancelado)[4]
- 2022 Marianna Csörnyei